# سیمین‌چشم
سیمین‌چشم (نام علمی: Zosterops lateralis) نام یک گونه از سرده چشم‌سفید است.